# اردوگاه عین سلطان
اردوگاه عین سلطان (عربی: مخيّم عين سلطان) در سمت غرب روستای «اریحا» واقع شده‌است.
این اردوگاه در سال ۱۹۴۸ تأسیس شد؛ مساحت آن ۷۰۸ هکتار می‌باشد؛ تعداد ساکنین این کمپ تقریباً به ۳۵۰۰۰ نفر می‌رسد. اکثر آنها پناهندگانی بودند که از سال ۱۹۴۸ مهاجرت کرده بودند.

## تاریخچه
پس از تجاوز به اردوگاه عین سلطان در ماه ژوئن ۱۹۶۷؛ اکثر ساکنان اردوگاه به کرانه شرقی آواره شدند. در نتیجه، بسیاری از خانه‌ها در اردوگاه؛ پس از تجاوز در ژوئن ۱۹۶۷ توسط صاحبان آنها رها شدند که از طرف مقامات توجیهی برای تخریب این خانه‌ها شد. در ۱۳ نوامبر ۱۹۸۵، بولدوزر تمام خانه‌های غیرقانونی را تخریب کرد. تعدادی از مقامات آژانس کمک‌رسانی و کار سازمان ملل (UNRWA) در بیانیه‌ای اعلام کردند که تخریب‌خانه‌ها فقط شامل خانه‌های غیرقانونی است.
در سال ۱۹۶۷، تعداد ساکنان این اردوگاه حدود ۲۸۰۰ نفر بود و شمار افرادی که در ژوئن ۱۹۸۹ در UNRWA ثبت نام کردند، به ۷۳۷ نفر رسید.